# Michkere
Michkere è un singolo della showgirl Michelle Hunziker, pubblicato il 6 maggio 2019.

## Pubblicazione
Michelle Hunziker ha inciso il brano per promuovere il programma televisivo di Canale 5 All Together Now.

## Descrizione
Nel testo sono presenti numerosi riferimenti a film, programmi televisivi e personaggi dello spettacolo, quali Alex l'Ariete, Striscia la notizia e Barbara D'Urso.

## Video musicale
Il videoclip, pubblicato in concomitanza con l'uscita del singolo, presenta camei di Fabio Rovazzi, Aurora Ramazzotti e Tommaso Trussardi.